# Loch Arbour
Loch Arbour è un comune (village) degli Stati Uniti d'America, situato nello stato del New Jersey, nella contea di Monmouth.